# Shawna Anderson
Shawna Anderson (ur. 3 maja 1989) – jamajska lekkoatletka specjalizująca się w biegach sprinterskich.
W 2008 podczas mistrzostw świata juniorów dotarła do półfinału w biegu na 100 metrów oraz była członkinią jamajskiej sztafety 4 x 100 metrów, która zdobyła srebrny medal.
Rekord życiowy w biegu na 100 metrów: 11,43 (30 kwietnia 2011, Des Moines) 11,31 (23 kwietnia 2011, Waco). 

## Osiągnięcia
| Rok  | Impreza                     | Miejsce   | Konkurencja        | Pozycja    | Wynik |
| ---- | --------------------------- | --------- | ------------------ | ---------- | ----- |
| 2008 | Mistrzostwa świata juniorów | Bydgoszcz | bieg na 100 m      | półfinał   | 11,84 |
| 2008 | Mistrzostwa świata juniorów | Bydgoszcz | sztafeta 4 x 100 m | 2. miejsce | 43,98 |